# CCC Sprandi Polkowice/2015

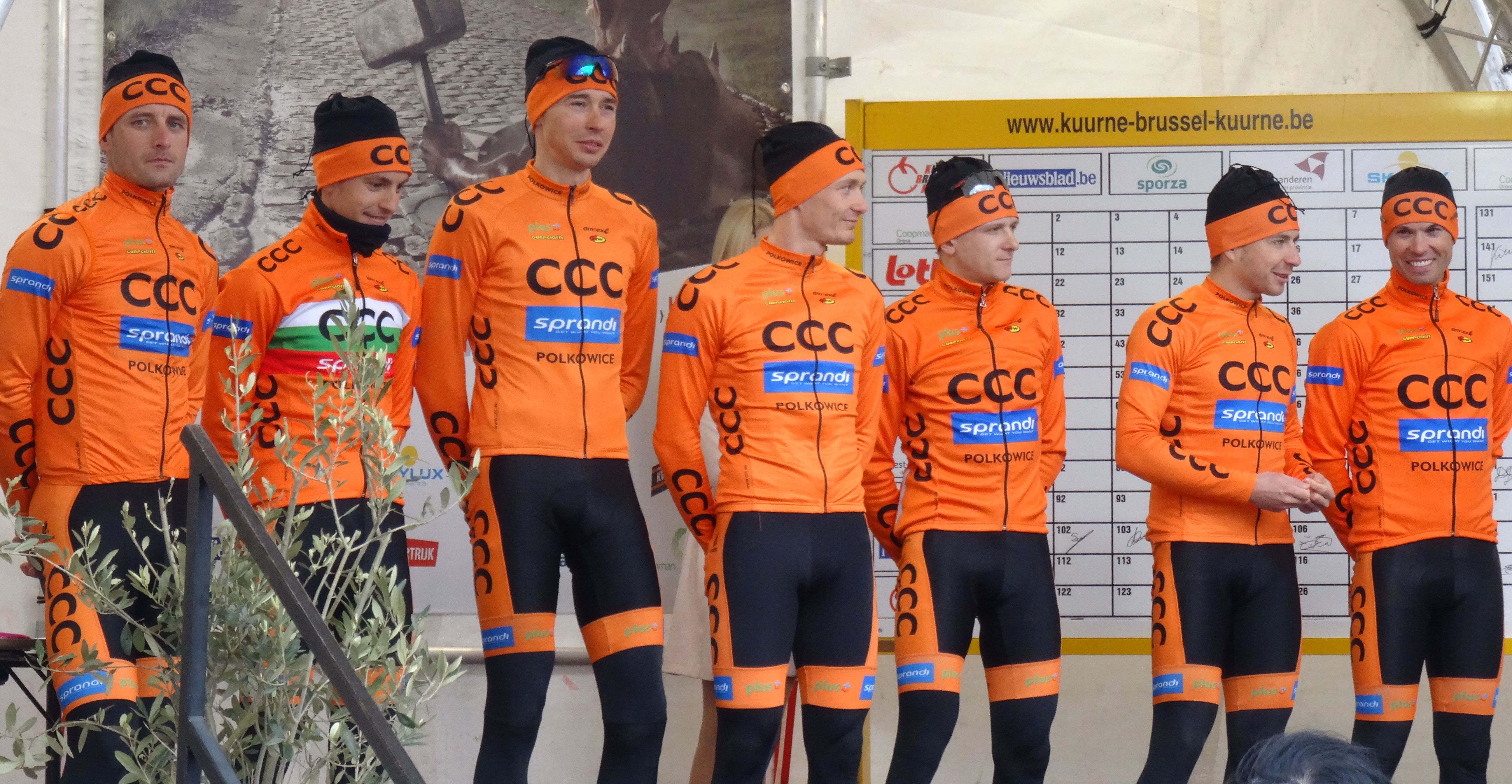
ploegpresentatie Kuurne-Brussel-Kuurne

Deze pagina geeft een overzicht van de CCC Sprandi Polkowice-wielerploeg in 2015. 

## Algemene gegevens
Algemeen manager: Robert Krajewski
Ploegleiders: Piotr Wadecki, Gabriele Missaglia, Slawomir Blaszczyk, Tomasz Brożyna
Fietsmerk: Guerciotti
Kopman: Maciej Paterski

## Transfers
| Inkomend               | Team 2014                 | Uitgaand          | Team 2015       |
| ---------------------- | ------------------------- | ----------------- | --------------- |
| Sylwester Szmyd        | Team Movistar             | Mateusz Nowak     | Domin Sport     |
| Leszek Pluciński       | BDC Marcpol               | Paweł Charucki    | Domin Sport     |
| Jan Hirt               | Etixx                     | Piotr Gawroński   | Onbekend        |
| Stefan Schumacher      | Christina Watches-Kuma    | Tomasz Marczynski | Torku Şekerspor |
| Christian Delle Stelle | MG Kvis-Wilier            | Jacek Morajko     | Wibatech Fuji   |
| Grega Bole             | Nippo-Vini Fantini        |                   |                 |
| Eryk Latoń             | BDC Marcpol               |                   |                 |
| Patryk Stosz           | TC Chrobry Lasocki Głogów |                   |                 |
| Jakub Kaczmarek        | Telco'm-Gimex             |                   |                 |
| Piotr Brożyna          | Telco'm-Gimex             |                   |                 |
| Michał Paluta          | TKK Pacific Torum         |                   |                 |
| Kamil Małecki          | Onbekend                  |                   |                 |

## Renners
| Naam                   | Geboortedatum | Nationaliteit | Ploeg 2014                |
| ---------------------- | ------------- | ------------- | ------------------------- |
| Grega Bole             | 13-08-1985    | Slovenië      | Nippo-Vini Fantini        |
| Piotr Brożyna          | 17-02-1995    | Polen         | Telco'm-Gimex             |
| Josef Černý            | 11-05-1993    | Tsjechië      |                           |
| Christian Delle Stelle | 04-02-1989    | Italië        | MG Kvis-Wilier            |
| Jan Hirt               | 21-01-1991    | Tsjechië      | Etixx                     |
| Adrian Honkisz         | 27-02-1988    | Polen         |                           |
| Jakub Kaczmarek        | 27-09-1993    | Polen         | Telco'm-Gimex             |
| Tomasz Kiendys         | 23-06-1977    | Polen         |                           |
| Adrian Kurek           | 29-03-1988    | Polen         |                           |
| Eryk Latoń             | 22-08-1993    | Polen         | BDC Marcpol               |
| Kamil Małecki          | 02-01-1996    | Polen         | Onbekend                  |
| Jarosław Marycz        | 17-04-1987    | Polen         |                           |
| Bartłomiej Matysiak    | 11-09-1984    | Polen         |                           |
| Nikolay Mihaylov       | 08-04-1988    | Bulgarije     |                           |
| Łukasz Owsian          | 24-02-1990    | Polen         |                           |
| Michał Paluta          | 14-10-1995    | Polen         | TKK Pacific Torum         |
| Maciej Paterski        | 12-09-1986    | Polen         |                           |
| Leszek Pluciński       | 03-06-1990    | Polen         | BDC Marcpol               |
| Davide Rebellin        | 09-08-1971    | Italië        |                           |
| Marek Rutkiewicz       | 08-05-1981    | Polen         |                           |
| Branislaw Samojlaw     | 25-05-1985    | Wit-Rusland   |                           |
| Stefan Schumacher      | 21-07-1981    | Duitsland     | Christina Watches-Kuma    |
| Grzegorz Stępniak      | 24-03-1989    | Polen         |                           |
| Patryk Stosz           | 15-07-1994    | Polen         | TC Chrobry Lasocki Głogów |
| Sylwester Szmyd        | 02-03-1978    | Polen         | Team Movistar             |
| Mateusz Taciak         | 19-06-1984    | Polen         |                           |

## Overwinningen
Ronde van Catalonië
1e etappe: Maciej Paterski
Internationale Wielerweek
1e etappe (b): ploegentijdrit
Ronde van Kroatië
1e etappe: Grega Bole
3e etappe: Maciej Paterski
5e etappe: Maciej Paterski
Eindklassement: Maciej Paterski
Ronde van Turkije
3e etappe: Davide Rebellin
Ronde van Małopolska
3e etappe: Adrian Kurek
Nationale kampioenschappen wielrennen
Bulgarije - tijdrit: Nikolaj Michajlov
Bulgarije - wegrit: Nikolaj Michajlov
Ronde van Mazovië
Eindklassement: Grzegorz Stępniak
Ronde van Polen
Bergklassement: Maciej Paterski
Beker van de Subkarpaten
Winnaar: Adrian Honkisz
Coppa Agostoni
Winnaar: Davide Rebellin
2000 · 2001 · 2002 · 2003 · 2004 · 2005 · 2006 · 2007 · 2008 · 2009 · 2010 · 2011 · 2012 · 2013 · 2014 · 2015 · 2016 · 2017 · 2018 · 2019 · 2020